# Autorraíl

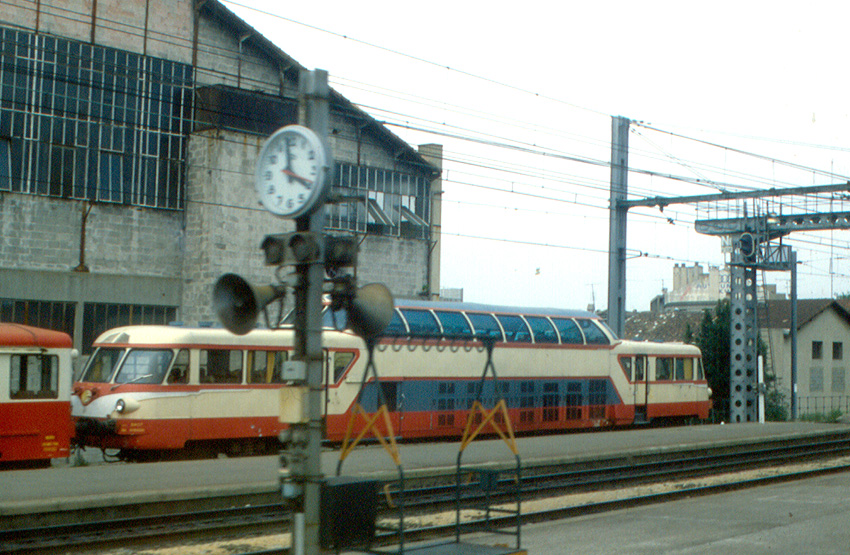
Un X 4200 en la Estación de Aviñón-Centro en 1979

El término autorraíl (nombre original en francés: autorail) describe un vehículo ferroviario diseñado para el transporte de pasajeros equipado con un solo motor. Si bien el concepto dejó de aplicarse durante un tiempo, se ha reintroducido con una nueva gama de unidades para líneas de ancho de vía estándar y de vía métrica.
Muchos autorraíles de las décadas de 1950 y 1960 integraban el transporte básico de muchos ferrocarriles franceses, habiendo sido posteriormente conservados en algunos casos para prestar servicio en ferrocarriles turísticos, históricos o patrimoniales de Francia. Era posible utilizarlos en épocas del año en las que las locomotoras a vapor convencionales podían provocar incendios. Además, se podía disponer rápidamente de estas unidades y no estaban sujetas a las necesidades de infraestructura especializada de las locomotoras de vapor. Muchas líneas combinaban la tracción a vapor y diésel, pero el vapor a menudo se reservaba para los períodos de máxima afluencia de viajeros y para los fines de semana. La potencia de los autorraíles les permitía remolcar una pequeña cantidad de coches de pasajeros en caso de necesidad.

## X4200 Panorámico

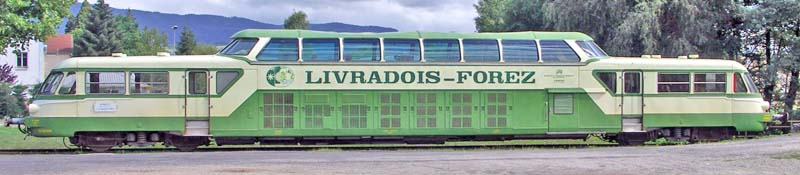
El Panoramique en Ambert, en la región francesa de Auvernia. Recorre la línea turística conocida como Agrivap

Uno de los autorrailes más sofisticados construidos fue el Panoramique de Renault. La sección central elevada era atractiva para los turistas en zonas de interés paisajístico.

### Especificaciones
- Pasajeros: 88
- Carga: 1500 kg (3306,9 lb)
- Motor: 1 MGO V122 SH
- Potencia: 600 kW (804,6 HP; 815,8 CV) (820 CV)
- Transmisión: Eléctrica
- Masa: 55,45 kg (122,2 lb)
- Longitud total: 27,77 m (91' 1,30")
- Velocidad máxima: 36 m/s (118,1 pies/s) (80,8 mph

## Otros modelos de autorraíles Renault
- Renault ABH1, de 1935
- Renault ABH5, de 1942
- Renault ABH8, de los años 1940[1]
- Renault X 2800 de 1957
- Renault X 3800 Picasso, de 1955, que cuenta con una distintiva cabina de conducción[2]
- Renault X 5500 de 1950
- Renault X 5800 de 1953[3]